# Bethany Collins
Bethany Collins (nascida em 1984 em Montgomery, Alabama) é uma artista americana. Ela frequentou a Georgia State University e a University of Alabama, e fez residência na Colónia MacDowell em 2015.
Ela foi incluída na exposição itinerante de 2019 Young, Gifted, and Black: The Lumpkin-Boccuzzi Family Collection of Contemporary Art. Ela contribuiu com uma instalação America: A Hymnal para a exposição de 2021 intitulada Jacob Lawrence: The American Struggle na Phillips Collection em Washington D.C.
O seu trabalho encontra-se na colecção do Studio Museum no Harlem, onde ela foi a Artista Residente de 2013 a 2014.